# Severin Lüscher

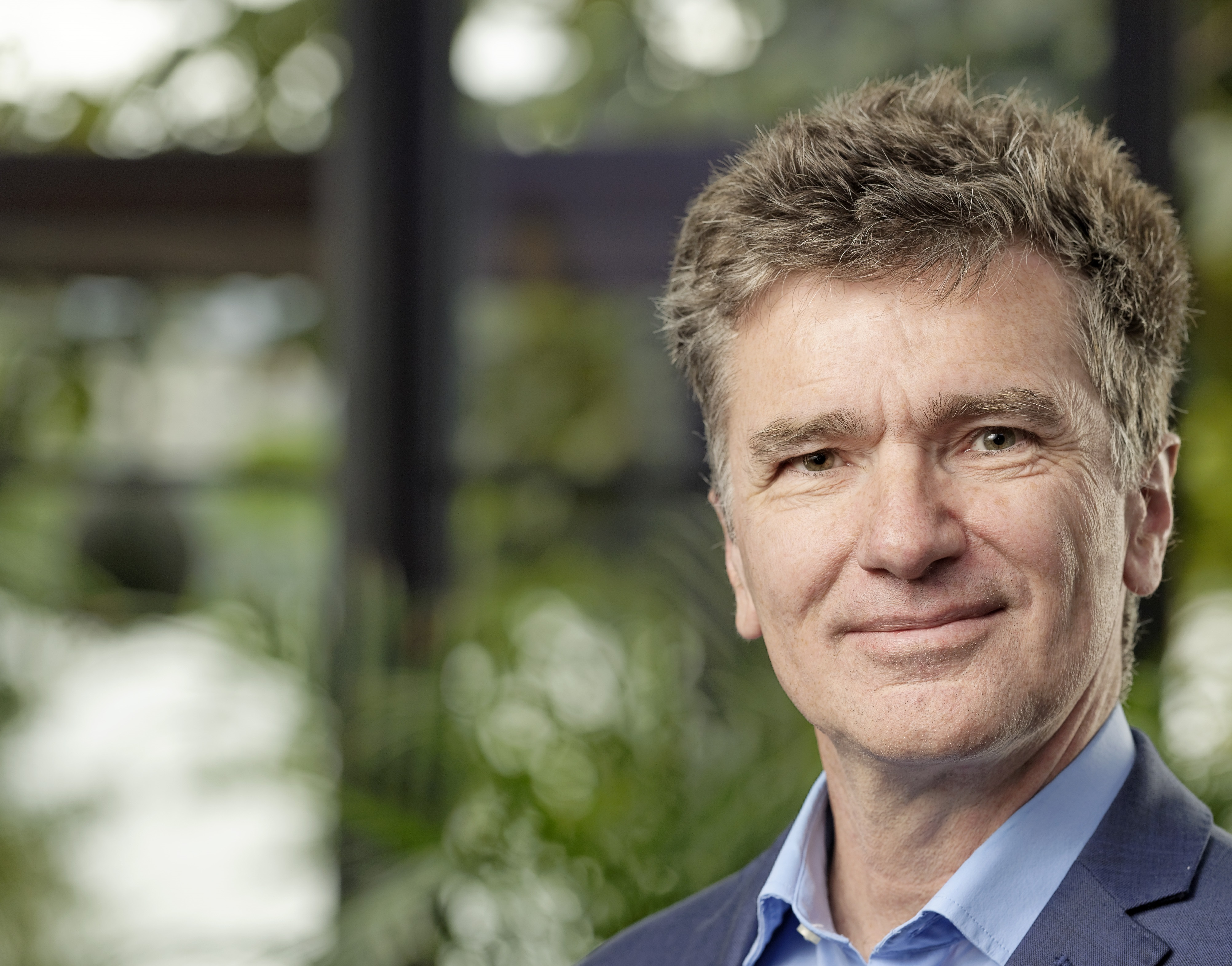
Severin Lüscher (2017)

Severin Lüscher (* 13. April 1963; heimatberechtigt in Moosleerau) ist ein Schweizer Politiker (Grüne). Er ist seit 8. Dezember 2015 Mitglied des Aargauer Grossen Rates.

## Ausbildung und Beruf
An der Alten Kantonsschule Aarau besuchte er das altsprachlich-humanistische Gymnasium und erlangte 1983 die Maturität Typ B (Latein, Italienisch). Das Studium der Humanmedizin absolvierte er an der Medizinischen Fakultät der Universität Bern, welches er 1990 mit den Eidgenössischen Medizinalprüfungen (Staatsexamen) abschloss. Ein Zwischenjahr 1988 bis 1989 nutzte er nebst Sanitätsoffiziersschule für eine Studienreise nach Mexiko und Peru. Die Promotion zum Dr. med. erlangte er 1995 am Institut für Medizingeschichte der Universität Bern unter Urs Boschung.
Lüscher ist Partner in der Gruppenpraxis HausÄrzteHaus in Schöftland. In der Schweizer Armee war er Oberleutnant als Truppen- und Bataillonsarzt.

## Politische Laufbahn
Als erster Ersatzkandidat wurde er am 8. Dezember 2015 als Grossrat in Pflicht genommen und 2016, 2020 sowie 2024 wiedergewählt. Er ist dort Mitglied bzw. (2021–2024) Präsident der Fachkommission Gesundheits- und Sozialwesen (GSW). Severin Lüscher war 2008 Mitgründer der Grünen Partei Bezirk Kulm und kandidierte 2019 für den Regierungsrat des Kantons Aargau.

## Ehrenamtliche Tätigkeiten
2017 wurde er in den Vorstand der Schuldenberatung Aargau-Solothurn gewählt und Ende 2018 in den Verwaltungsrat der Pflegeheim Sennhof AG berufen. Von 2015 bis 2017 wirkte Lüscher als Delegierter von mfe Haus- und Kinderärzte Schweiz in der Arbeitsgruppe Nationale Demenzstrategie. Von 2008 bis 2019 gehörte er als Vizepräsident dem Verwaltungsrat der Argomed Ärzte AG an, die mit den Krankenversicherern sogenannte Hausarztmodelle im Sinne der koordinierten Versorgung entwickelt und umsetzt. In den Jahren von 2003 bis 2010 betreute er in der Kirchenpflege der Reformierten Kirche Schöftland das Ressort Ökumene Mission Entwicklung (OeME).
Nach dem grossen Tsunami vom 26. Dezember 2004 in Südostasien leistete er im April–Mai 2005 einen Einsatz unter dem Patronat der Stiftung PanEco im zerstörten Meulaboh, Provinz Aceh, Sumatra.

## Privates
Severin Lüscher wurde als ältestes von vier Kindern eines Lehrerehepaares geboren. Er ist verheiratet und hat zwei Kinder im Erwachsenenalter.